# Wenda Nel
Pour les articles homonymes, voir Nel.
Wenda Theron Nel (née le 6 avril 1988) est une athlète sud-Africaine, spécialiste du 400 mètres haies.

## Biographie
En 2011, elle se classe 2e du 400 m haies lors des Jeux africains, à Maputo au Mozambique, devancée par la Nigériane Ajoke Odumosu.
Elle remporte la médaille d'or du 400 m haies au cours des championnats d'Afrique 2014 de Marrakech, au Maroc, dans le temps de 55 s 32. En fin de saison 2014, elle prend la 5e place de la coupe continentale.
Le 20 mai 2015, elle porte son record personnel à 54 s 37 lors du World Challenge de Pékin.

## Palmarès
| Date | Compétition            | Lieu             | Résultat | Épreuve     | Temps         |
| ---- | ---------------------- | ---------------- | -------- | ----------- | ------------- |
| 2010 | Championnats d'Afrique | Nairobi          | 7e       | 400 m haies | 57 s 70       |
| 2011 | Jeux africains         | Maputo           | 2e       | 400 m haies | 57 s 13       |
| 2012 | Championnats d'Afrique | Porto-Novo       | 5e       | 400 m haies | 57 s 06       |
| 2012 | Championnats d'Afrique | Porto-Novo       | 4e       | 4 x 400 m   | 3 min 33 s 21 |
| 2014 | Jeux du Commonwealth   | Glasgow          | finale   | 400 m haies | DQ            |
| 2014 | Championnats d'Afrique | Marrakech        | 1re      | 400 m haies | 55 s 32       |
| 2014 | Coupe continentale     | Marrakech        | 5e       | 400 m haies | 55 s 80       |
| 2015 | Championnats du monde  | Pékin            | 7e       | 400 m haies | 54 s 94       |
| 2016 | Championnats d'Afrique | Durban           | 1re      | 400 m haies | 54 s 86       |
| 2016 | Championnats d'Afrique | Durban           | 1re      | 4 × 400 m   | 3 min 28 s 49 |
| 2016 | Ligue de diamant       | Ligue de diamant | 4e       | 400 m haies | détails       |
| 2018 | Jeux du Commonwealth   | Gold Coast       | 3e       | 400 m haies | 54 s 96       |
| 2018 | Championnats d'Afrique | Asaba            | 3e       | 400 m haies | 57 s 04       |
| 2018 | Ligue de diamant       | Ligue de diamant | 8e       | 400 m haies | 57 s 23       |
| 2018 | Coupe continentale     | Ostrava          | 6e       | 400 m haies | 56 s 54       |
| 2019 | Jeux africains         | Rabat            | 6e       | 400 m haies | 58 s 01       |
| 2019 | Jeux africains         | Rabat            | 5e       | 4 x 400 m   | 3 min 41 s 17 |

## Records
| Épreuve     | Temps   | Lieu  | Date        |
| ----------- | ------- | ----- | ----------- |
| 400 m haies | 54 s 37 | Pékin | 20 mai 2015 |